# میشلاگو
میشلاگو (به انگلیسی: Michelago) یک شهرک در استرالیا است که در نیو ساوت ولز واقع شده‌است.